# Żywot Ezopa Fryga

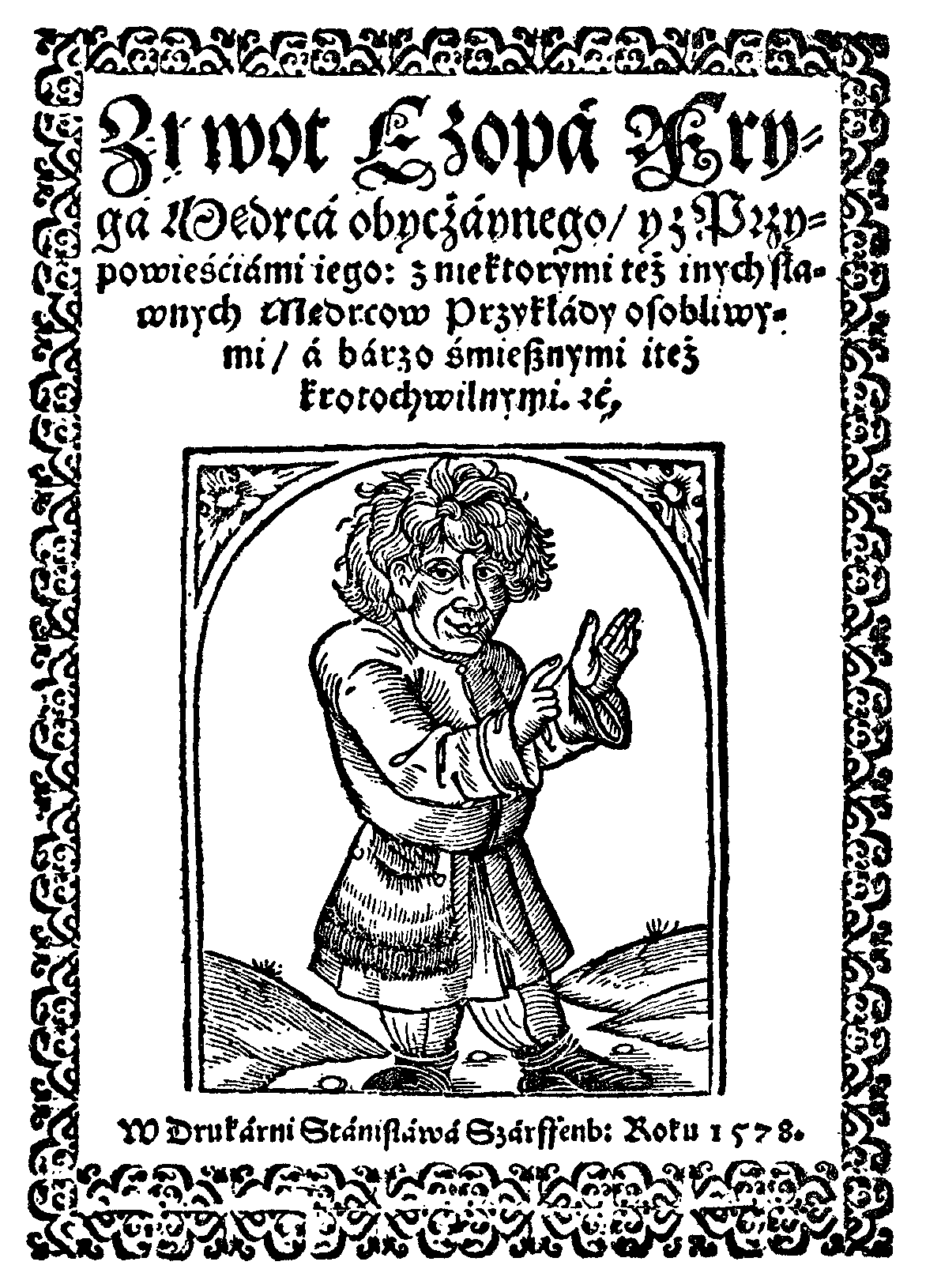
Karta tytułowa wydania z 1578 roku.

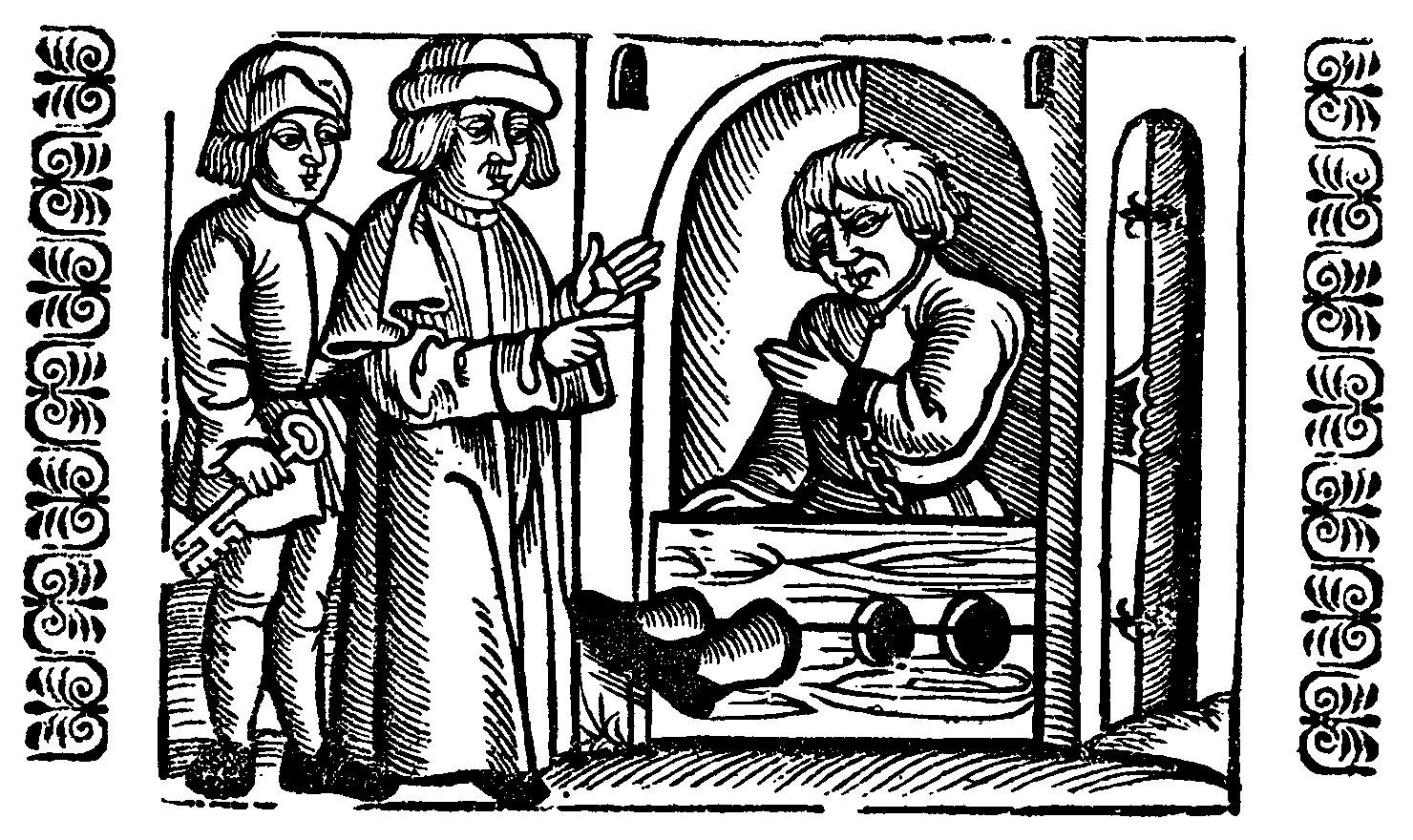
Chłop w dybach, Kraków 1578.

Żywot Ezopa Fryga, mędrca obyczajnego, z przypowieściami jego – utwór Biernata z Lublina wydany po raz pierwszy w Krakowie ok. 1522 roku. Żaden z egzemplarzy tego wydania nie zachował się. Najstarsze zachowane wydanie pochodzi z 1578 r.

## Znaczenie
Żywot Ezopa Fryga jest najobszerniejszym polskim utworem wierszowanym wczesnego renesansu. Składa się z 3144 wersów, uporządkowanych w czterowersowe strofy i rymujących się parzyście. Dzieło stało się jednocześnie przełomem w wersyfikacji, gdyż Biernat przeszedł z wiersza intonacyjno-zdaniowego w sylabizm względny. W utworze odnaleźć można także ponad 270 przysłów, dzięki czemu Biernat z Lublina jest uznawany za pierwszego paremiografa w literaturze polskiej. Wraz z Żywotem wydawany był zbiór bajek Biernata.

## Wydania
Pierwsze wydanie utworu, które miało miejsce w Krakowie, datuje się na rok 1522. Najstarsze zachowane wydanie ukazało się także w Krakowie, ale w 1578 r. Jedyny kompletny egzemplarz tego wydania przechowuje się w zbiorach Biblioteki PAN w Kórniku.

## Korzenie
Rodowód Żywota Ezopa Fryga sięga starożytności. Około VI w. p.n.e. powstała pierwsza biografia poety i bajkopisarza Ezopa, która nie została zachowana, ale była wiele razy przeobrażana i poszerzana o nowe szczegóły. Najwcześniejsze zachowane teksty Żywota Ezopa pochodzą z XII wieku i są zapisane w języku greckim. Łacińskie przekłady, których dokonywali włoscy humaniści, datuje się na XV wiek.

## Dzieło Biernata
Poeta nie tylko przybliżył czytelnikowi biografię Ezopa, ale i dokonał w niej szeregu przesunięć. Najważniejszym z nich jest próba powiązania dziejów mitycznego bohatera z rzeczywistością polską XVI wieku. Dokonuje się zatem uwspółcześnienie przygód i poglądów bohatera.

## Portret Ezopa
Legendarny Ezop ukazany został jako szpetny niewolnik. Sposób przedstawienia wyglądu postaci jest polemiką ze średniowieczną kategorią piękna, która osobom fizycznie atrakcyjnym z góry przypisywała zalety charakteru. W wypadku Ezopa zachodzi połączenie brzydoty z życiową mądrością, sprytem i błyskotliwością umysłową (pięknem wewnętrznym), dzięki którym z niewolnika stał się doradcą królów i nauczycielem ludu.

## Źródła
1. ↑  Jarząbek, Krystyna (2012). "Polacy i Polska w rodzimych przysłowiach". Parémie národů slovanských VI: sborník příspěvků z mezinárodní konference konané v Ostravě ve dnech 9.-10. října 2012 (PDF) s. 70–79